# Uludere
Uludere (kurdisch: Qilaban oder Keleban) ist eine türkische Stadt und ein gleichnamiger Landkreis in der Provinz Şırnak in Südostanatolien.

## Geografie

### Stadt
Die Stadt liegt ziemlich zentriert im Kreis. Sie ist etwa 37 km Luftlinie von der Provinzhauptstadt entfernt, 56 Straßenkilometer auf der Fernstraße D400. Uludere bedeutet so viel wie Mächtiger Bach. 1958 erhielt Uludere den Status einer Belediye (Stadtgemeinde). Ihr ursprünglicher Name war Qilaban. Die Stadt wird in sieben Mahalle (Stadtviertel) unterteilt mit einer Durchschnittsbevölkerung von 1376. Uludere ist die sechstgrößte Stadt der Provinz und beherbergt 21 Prozent der Landkreisbevölkerung.

### Landkreis
Der Kreis Uludere liegt im Südosten der Provinz und grenzt im Süden an den Irak. Interne Grenzen hat er mit den Kreisen Silopi und dem zentralen Landkreis Şırnak (Merkez İlçe) im Westen, dem Kreis Beytüşşebap im Norden sowie dem Kreis Çukurca in der Nachbarprovinz Hakkari. 

#### Verwaltung
Der Kreis wurde durch das Gesetz Nr. 7033 im September 1957 aus Teilen des Kreises (Kaza) Beytüşşebap der Provinz (Vilâyet) Hakkari gebildet. Hierbei wurden die beiden Nahiye Gerür (später Ortabağ) und Kılaban (VZ 1955: 3.323 bzw. 5.615 Einw.) zur Bildung des neuen Kreises zusammengeführt. Zur Volkszählung 1960 hatte er eine Einwohnerschaft von 9.535 Einwohnern in 14 Dörfern und 937 in der Kreisstadt, zusammen also 10.472 Einwohner. Im Mai 1990 wechselte der Kreis in die neugegründete Provinz Şırnak.

#### Aktueller Stand
Ende 2020 besteht der Kreis neben der Kreisstadt (9.634) aus drei weiteren Belediyes: Şenoba (7.812), Uzungeçit (5.235) und Hilal (5.107 Einwohner), alle vier Belediyes können seit sechs Jahren auf steigende Einwohnerzahlen blicken. Zum Kreis gehören weiterhin 13 Dörfer (Köy), die Palette der Einwohnerzahlen reicht von 2.885 herunter bis auf 295, durchschnittlich wird jedes Dorf von 1.364 Menschen bewohnt. Mehr Einwohner als der Durchschnitt haben die Dörfer: Yemişli (2.885), Andaç (2.639), Gülyazı (2.562), Ortabağ (2.251) und Taşdelen (1.556 Einw.). Bulakbaşı (1323 Einw.) ist seit 2018 ein Mahalle der Kreisstadt Uludere.

### Volkszählungsergebnisse
Nachfolgende Tabelle gibt die bei den acht Volkszählungen nach Bildung des Kreises Uludere dokumentierten Einwohnerstände wieder.
Die obere Wertezeile ist dem E-Book (des Originaldokuments) entnommen, die darunter liegenden Werte entstammen der Datenabfrage des Türkischen Statistikinstituts TÜIK – abrufbar über deren Webseite.

| Jahr | Gesamt | Kreisstadt | anteilig (%) | ländlich |
| ---- | ------ | ---------- | ------------ | -------- |
| 1960 | 9.535  | 937        | 9,83         | 10.472   |
| 1965 | 12.198 | 1.281      | 10,50        | 10.917   |
| 1970 | 13.677 | 1.506      | 11,01        | 12.171   |
| 1975 | 15.709 | 4.050      | 25,78        | 11.659   |
| 1980 | 18.976 | 4.793      | 25,26        | 14.183   |
| 1985 | 20.456 | 5.046      | 24,67        | 15.410   |
| 1990 | 24.929 | 6.289      | 25,23        | 18.640   |
| 2000 | 35.158 | 7.928      | 22,55        | 27.230   |

## Geschichte

### Luftschlag
Internationale Beachtung erhielt Uludere aufgrund des sogenannten Uludere-Vorfalls, eines Luftschlags der Türkischen Streitkräfte, bei dem im Bereich des Dorfes Ortasu (auch Roboski) 34 kurdische Zivilisten getötet wurden.